# Ayuda en Acción
Ayuda en Acción es una organización de cooperación de dimensión internacional situada al lado de quienes sufren mayor vulnerabilidad. Su tarea primordial es mejorar las condiciones de vida de niños y niñas, familias y comunidades en los países y regiones más pobres, a través de proyectos autosostenibles de desarrollo integral y actividades de sensibilización, con la finalidad última de propiciar cambios estructurales que contribuyan a la erradicación de la pobreza.
Ayuda en Acción nace en 1981 y en la actualidad cuenta con alrededor de 120.000 colaboradores que apoyan el trabajo de la organización en 20 países de América Latina, Asia y África, incluyendo España. 

## Presencia en el mundo
Ayuda en Acción está presente en 20 países de cuatro continentes a través de sus proyectos de desarrollo:
- En América: en Colombia, Ecuador, El Salvador, Guatemala, Haití, Honduras, México, Nicaragua, Paraguay, Perú y Bolivia.
- En África, en Etiopía, Kenia, Malaui, Mozambique y Uganda.
- En Asia, están concentrados en India y Nepal
- En Europa, en España y Portugal

## Modelo de desarrollo
Los derechos humanos, la igualdad de género, la promoción de vínculos solidarios y la especial atención a la infancia se han constituido en enfoques y temáticas transversales del trabajo de Ayuda en Acción. Sus programas de cooperación siguen un único modelo de desarrollo que se adapta a la realidad de cada país y que son ejecutados por las organizaciones locales con las que se asocia. Su trabajo en la lucha contra la desigualdad de género está muy presente en las comunidades indígenas de América Latina, donde la tasa de analfabetismo de las mujeres, duplica a la de mujeres no indígenas. 
Ayuda en Acción contribuye a que las personas más desfavorecidas se inserten de forma justa en los procesos y entramados económicos, sociales y políticos de los que están excluidos. Por esta razón, implementa acciones en zonas geográficas delimitadas, Áreas de Desarrollo Territorial (ADT), con el objetivo de potenciar las capacidades de las personas y sus instituciones. El territorio se define no solo por lo geográfico sino principalmente por las personas que integran los grupos sociales, sus instituciones y las dinámicas ambientales, sociales, económicas y culturales de una región. El compromiso de la organización con las comunidades es a largo plazo, entre 12 y 15 años, en los que trabaja de lo más urgente a lo más relevante, para poder garantizar la consecución de los objetivos.
Cuando, tras incidir sobre las causas de la pobreza y dar una solución conjunta y sostenible a los problemas que enfrentan las comunidades, se haya conseguido mejorar el entorno, permitido que las personas ejerzan sus derechos y capacidades, accediendo a nuevas oportunidades, y fortalecido a las comunidades, entonces Ayuda en Acción se retira para continuar su trabajo con otras personas, en otros lugares. 
En África y Asia, la organización trabaja con su socio internacional, ActionAid International.

## Vínculo solidario
Durante toda su andadura, uno de sus factores diferenciadores ha sido el apadrinamiento y la promoción del vínculo solidario, que permite la interacción entre las personas que apoyan como padrinos y las beneficiarias de su ayuda. El apadrinamiento no solo contribuye a mejorar las condiciones y calidad de vida de los niños y las niñas apadrinados, sino de sus familias y de toda la comunidad.

## Financiación
Ayuda en Acción destina anualmente unos 40 millones de euros a sus proyectos de desarrollo, que provienen de aportaciones particulares (padrinos, socios y colaboradores), colaboraciones con empresas y subvenciones públicas. 

## Transparencia y rendición de cuentas
Ayuda en Acción publica periódicamente su Memoria anual e Informe de cuentas auditadas; y rinde cuentas ante:
- Coordinadora de ONGD España (CONGDE)
- Fundación Lealtad
- Protectorado de Fundaciones del Ministerio de Asuntos Sociales
- Agencia Española de Cooperación al desarrollo (AECID) y Oficina Humanitaria de la Comisión Europea (ECHO)

## Publicaciones periódicas
Ayuda en Acción realiza las siguientes revistas:
- Revista Ayuda en Acción con más de 23 años de existencia, se publica semestralmente. Va dirigida a socios y colaboradores e informa sobre el estado de las actuaciones que desarrolla la organización.
- Memoria en la que rinde cuentas del trabajo realizado en los últimos doce meses.
- Informe Contable de las Cuentas Generales. En su apuesta por la transparencia, la organización publica anualmente sus cuentas anuales e informe de auditoría.

## Página web oficial
- Ayuda en Acción

## Revista
- Revista de Ayuda en Acción

- Datos: Q5714756